# Felvinci mester
Felvinci mester 17. század végén, 18. század legelején élt, segesvári festő és képíró, nevének csak egyik részét sikerült eddig azonosítani.
Több műve - festett kazettás mennyezet darabok és festett szószék - maradt fenn Kalotaszeg felszegi református templomaiban. A centrális motívumokból álló, erős reneszánsz hatású díszítésmódja, az ugyancsak Kalotaszegen, a 17- 18. században tevékenykedő Gyalui Asztalos János munkáival mutat hasonlóságot. Szépen formált virágmotívumai talán a magyarvalkói református templom alacsony nyugati karzat mennyezetén a legjobban megfigyelhetők. 

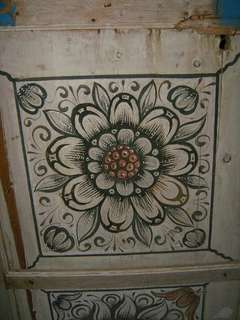
Magyarvalkói festett virág

- 17-18. század Magyarvalkó, mennyezeti fakazetták
- 1701 Kalotadámos, szószékkorona hangvetője, karzat fakazetták
- 1705 Bánffyhunyad, mennyezeti fakazetták

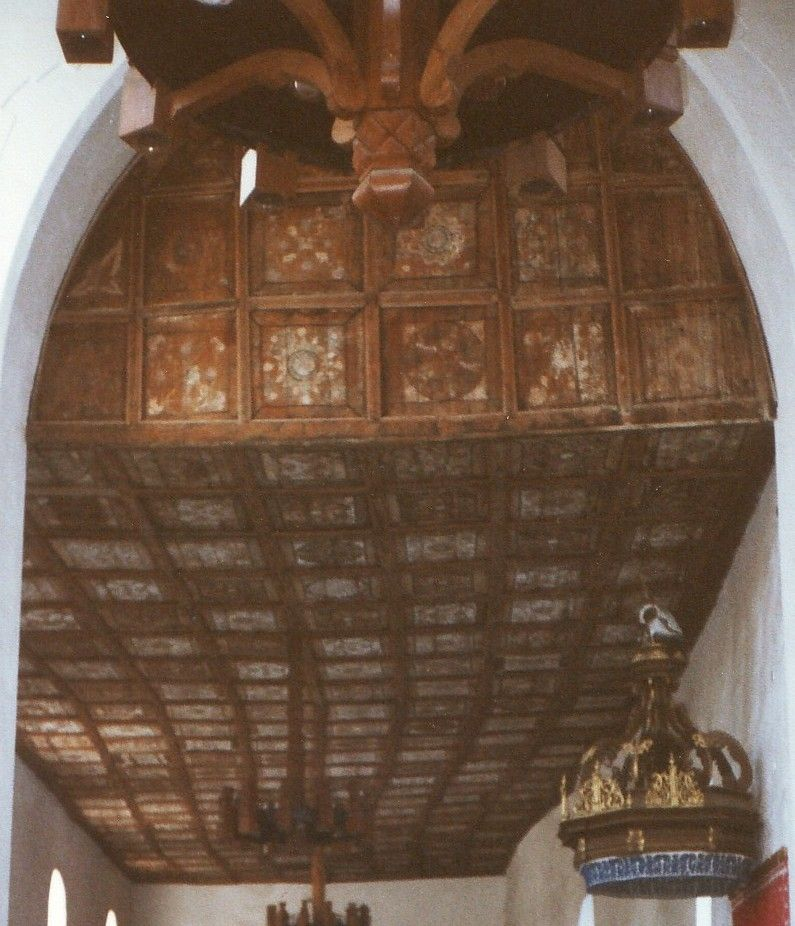
Bánffyhunyadi kazettás mennyezet

## Virágos reneszánsz
"Az olasz ízlés a fejedelmek példáján nemcsak az építkezésben hódított tért, hanem a bútorzatban, a díszítő művészetben, ötvösségben. Hatása kisugárzott a népművészetre is, a magyar nép rokon lelkialkata folytán. Olasz díszítő motívumok lepték el a festett ládákat és kancsókat, a hímzéseket, a falusi templomok mennyezetét és karzatait, szószékeit, virágok és vázák, fűzérek és koszorúk, s létrehozták a naiv, de finom művészi érzékkel stilizált, gazdag és élénk színfantáziájú, népies, ú. n. virágos reneszánszt. Ez a gyökeresen erdélyi stílus, amely eljutott a legkisebb és a legtávolibb magyar falvakba, utat talált a városokba is. A népművészet körébe tartozó régibb emlékek közül szép példáit találjuk a bánffyhunyadi és körösfői templomokban, későbbi korból a vistai (Kolozs m.) templom ú.n. legénykarzatán, Gyalui Asztalos János művén (1699) és az ákosi templom faragott és festett kóruspadjain." (Erdély. Budapest: Magyar Történelmi Társulat. 1940.)

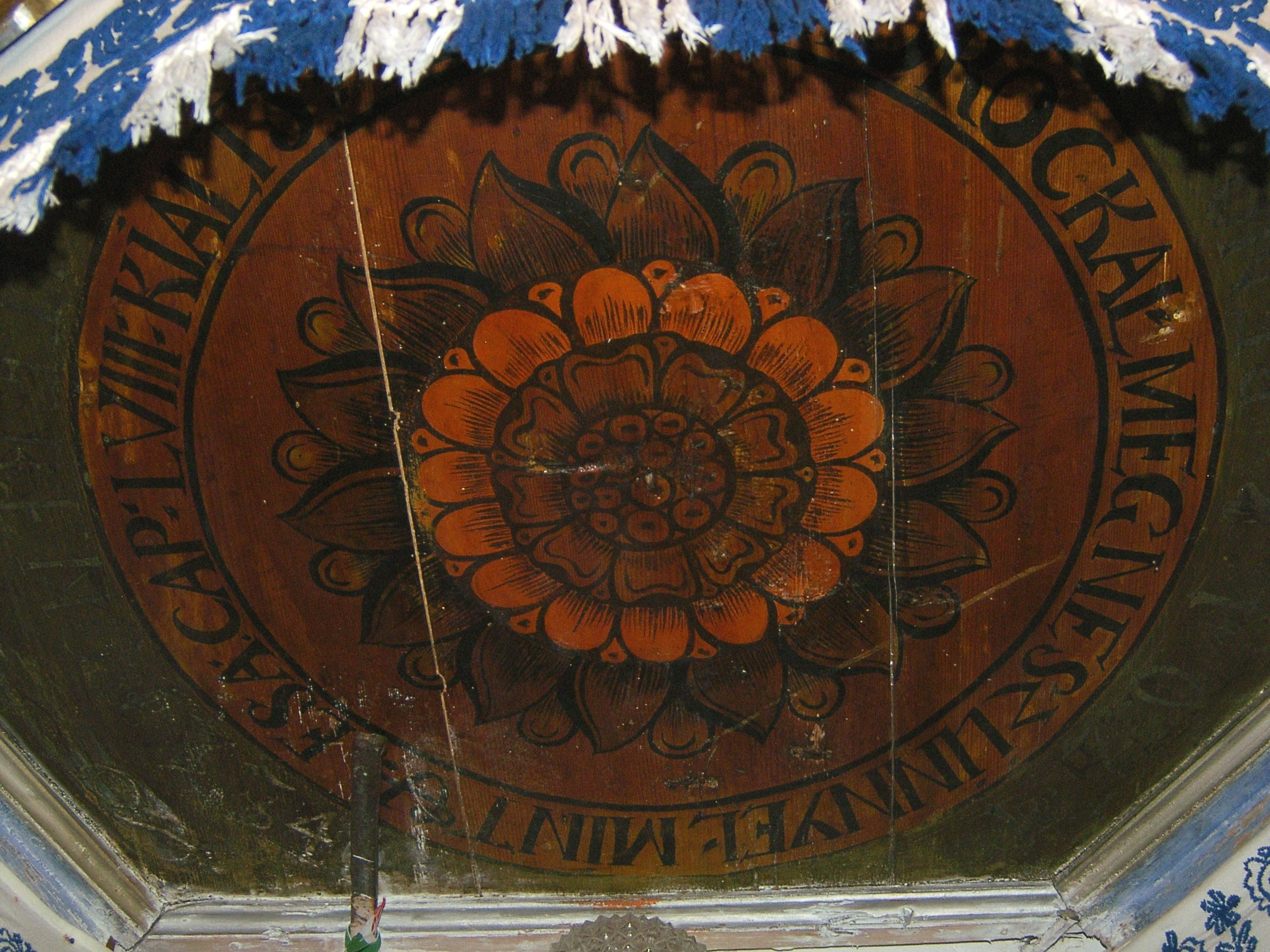
Kalotadámosi szószékkorona